# Kapelle hl. Anna auf dem Felde

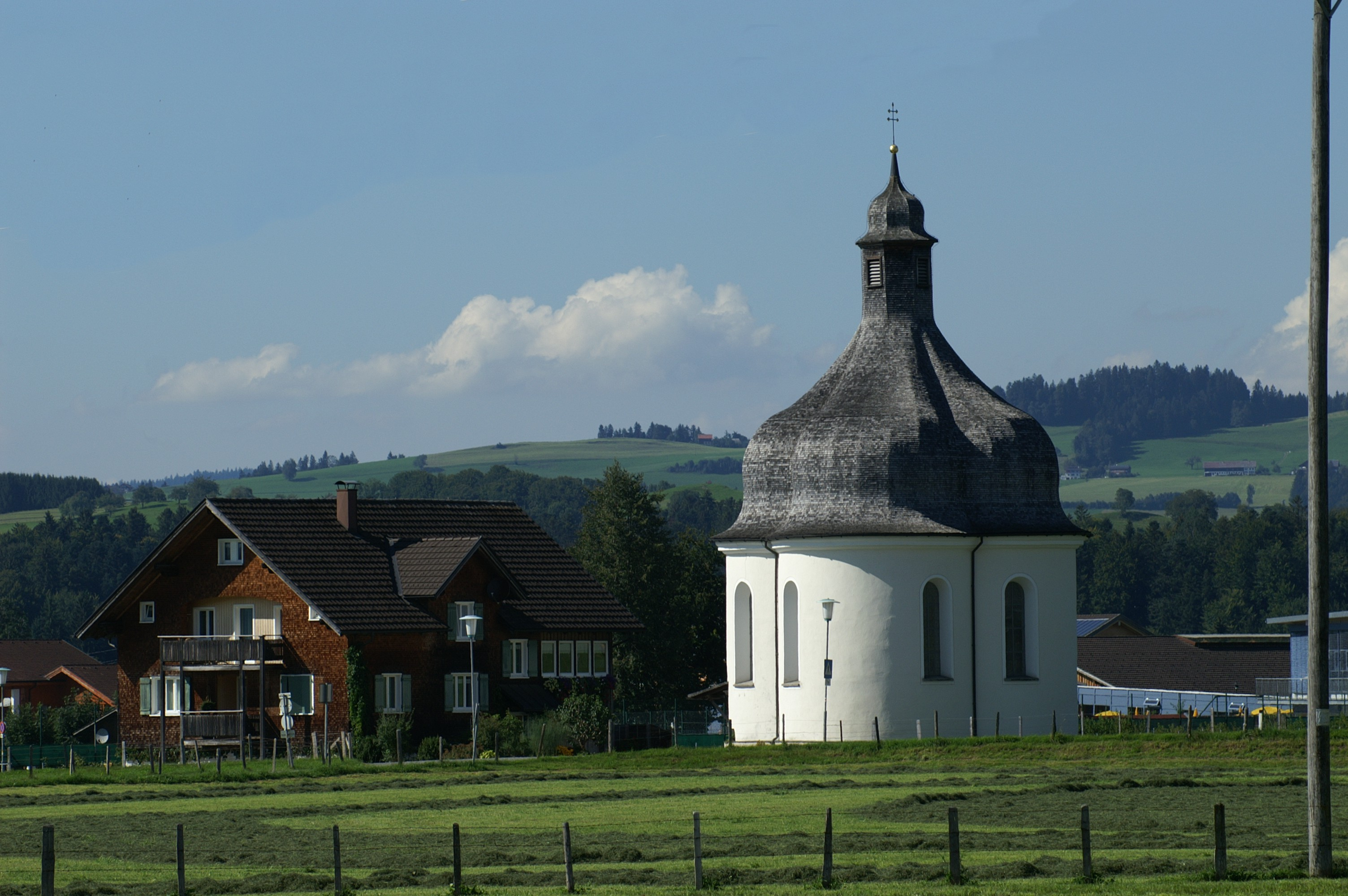
Anna auf dem Felde (2007)

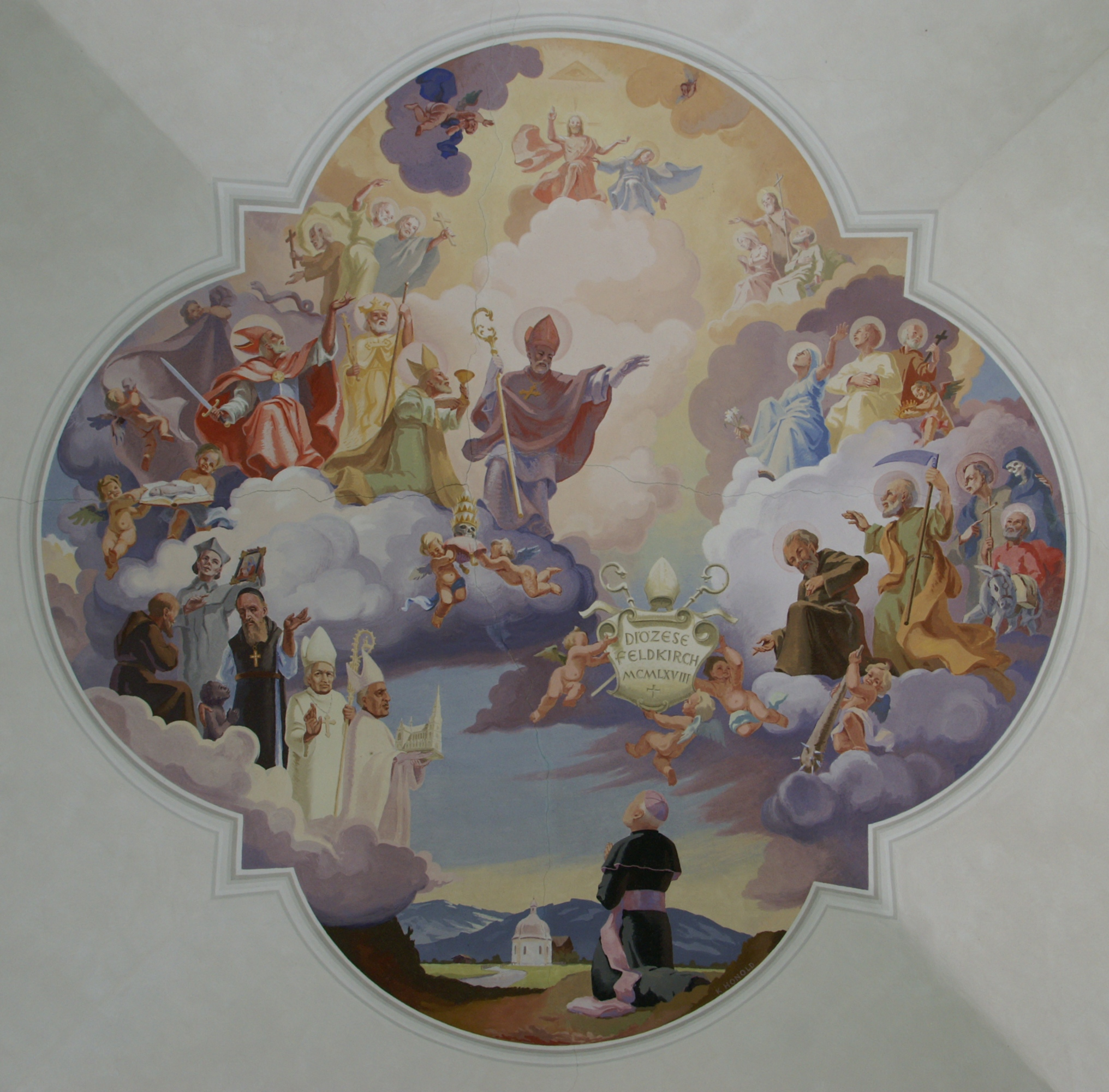
Deckenbild Gründung der Diözese Feldkirch von Konrad Honold

Die Kapelle hl. Anna auf dem Felde ist eine römisch-katholische Kapelle in der Gemeinde Lingenau in Vorarlberg. Sie ist der heiligen Anna geweiht und steht unter Denkmalschutz (Listeneintrag).
1722 wurde an der Stelle einer Vorgängerkapelle von Baumeister Konrad Nussbaumer aus Lingenau und dem Zimmermeister Konrad Bilgeri eine barocke Kapelle erbaut, die am 4. Mai 1728 eingeweiht wurde.
Der kleine Zentralbau ist ein Tetrakonchos. Er ist verputzt und hat ein geschwungenes, mit Holzschindeln gedecktes Dach mit einer Laterne. Der quadratische Innenraum mit übers Eck gestellten Pilastern und den Konchen hat ein Kreuzgewölbe. Die Konchen haben jeweils zwei Fenster mit fallender Sohlbank.
Der Altar ist ein zweigeschoßiger, räumlich geschwungener Rentabelaufbau mit korinthischen Säulen, Pilastern und gesprengtem Gebälk und einem Aufsatz mit Voluten, auf dem Altar zwei barockisierende Gemälde Anna Maria lesen lehrend und Joachim mit zwei Tauben von 1968, bezeichnet K. Honold.
1894 erfolgte eine Innenrestaurierung mit Gemälden von Jakob Bertle, 1968 eine Gesamtrestaurierung mit einem Deckenbild mit einer allegorischen Darstellung der Gründung der Diözese Feldkirch von Konrad Honold und 1984 wieder eine Gesamtrestaurierung.